# Lågøya

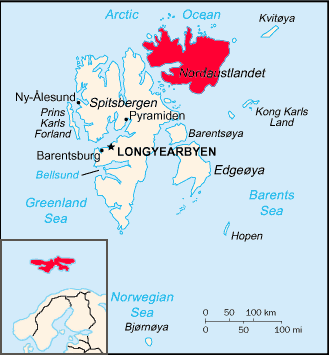
Översiktskarta

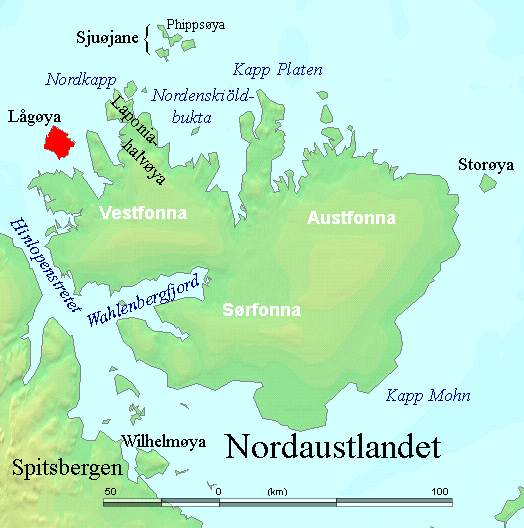
Lägeskarta, Lågøya i den övre vänstra delen

Lågøya är en liten ö i nordöstra Svalbard.

## Geografi
Lågøya ligger cirka 210 km nordöst om Longyearbyen och cirka 6 km nordväst om Nordaustlandet nära glaciären Vestfonna. Öns geografiska koordinater är 80°18′02″N 18°20′08″Ö / 80.30056°N 18.33556°Ö
Den obebodda ön har en area på cirka 103,5 km² med en längd på cirka 15 km och cirka 12 km bred.  Kustlinjen är på cirka 53 km.
Ön består av sedimentära bergarter från Proterozoikum och har endast mycket lite växtlighet.
Förvaltningsmässigt ingår Lågøya i naturreservatet Nordaust-Svalbard naturreservat.

## Historik
Ön omnämns första gången 1625 som Purchas plus ultra island på en karta från Muscovy Company. Ön föll därefter i glömska.
Omkring 1710 omnämns ön som t' Lage eyl. av holländske Cornelis Giles och Outger Rep.
Namnet Lågøya omnämns första gången 1820 av William Scoresby.
Ön har alltid varit obebodd men ofta används som övervintringsplats för pälsjägare.
År 1973 inrättades Nordaust-Svalbard naturreservat.